# Porphyrinia nucha
Porphyrinia nucha är en fjärilsart som beskrevs av Embrik Strand 1917. Porphyrinia nucha ingår i släktet Porphyrinia och familjen nattflyn. Inga underarter finns listade i Catalogue of Life.